# Steve Mounié
Steve Michel Mounié (* 29. September 1994 in Parakou) ist ein beninischer Fußballspieler, der seit Juli 2024 beim deutschen Erstligisten FC Augsburg unter Vertrag steht. Der Stürmer ist seit Oktober 2015 beninischer Nationalspieler.

## Biografie
Steve Mounié stammt aus Benin und kam 1998 nach Frankreich. Er wuchs in Perpignan im Südosten Frankreichs auf und machte seine ersten Schritte im Fußball beim Perpignan Football Club, dann beim FC Saint-Assiscle, beim ASC Las Cobas und schließlich beim FC Saint-Assiscle.
Im Alter von 14 Jahren wurde er vom Montpellier HSC entdeckt und für die Saison 2009–2010 verpflichtet.

## Karriere

### Verein
Der in Parakou im Benin geborene Mounié kam 1998 nach Frankreich, wo sich die Familie in Perpignan niederließ. Dort begann er im September 2000 beim lokalen Perpignan Football Catalan mit dem Fußballspielen, wo er zwei Jahre spielte. Anschließend war er neun Jahre lang für die Jugendmannschaften von drei weiteren Fußballvereinen in der Stadt im Einsatz, bevor er sich im Alter von 14 Jahren im Nachwuchs des HSC Montpellier einschrieb. Dort spielte er fünf Saisons in verschiedenen Juniorenmannschaften, sammelte jedoch bereits in der Saison 2012/13 erste Erfahrungen in der Reservemannschaft HSC Montpellier II, welche in der fünfklassigen Championnat National 5 und später auch Championnat National 2 spielte.
Seinen ersten professionellen Vertrag unterzeichnete er am 3. Juni 2014. Am 28. Oktober 2014 debütierte Mounié bei der 0:1-Pokalniederlage gegen den AC Ajaccio in der ersten Mannschaft, als er in der Schlussphase für Jean Deza eingewechselt wurde. In dieser Saison 2014/15 kam er in keinem weiteren Pflichtspiel mehr für die Herrenmannschaft zum Einsatz, stand für die Reserve jedoch in 21 Ligaspielen auf dem Platz, in denen er sechs Tore erzielte. Am 8. August 2015 (1. Spieltag) absolvierte Steve Mounié bei der 0:2-Heimniederlage gegen den SCO Angers sein Debüt in der höchsten französischen Spielklasse, als er in der 58. Spielminute den erfahrenen Souleymane Camara ersetzte.
Trotz zweier Einsätze in der ersten Mannschaft zu Saisonbeginn, wurde Mounié am 31. August 2015 für die gesamte Saison 2015/16 an den Zweitligisten Olympique Nîmes ausgeliehen. Dort bestritt er am 11. September 2015 (6. Spieltag) beim 0:0-Unentschieden gegen den AC Ajaccio sein Debüt, als er in der 64. Spielminute für Florian Fabre eingewechselt wurde. Am 25. September (9. Spieltag) erzielte er beim 2:1-Auswärtssieg gegen den FC Metz sein erstes Tor für die Crocodiles. Der Stürmer etablierte sich rasch in der Startformation und wurde zu einem der besten Torschützen der Mannschaft. Er erzielte in 32 Ligaspielen elf Tore und bereitete fünf weitere Treffer vor und kehrte nach Saisonende zu Montpellier zurück.
Am 29. Juni 2016 verlängerte Mounié seinen Vertrag bei Montpellier bis zum Sommer 2019. Auch bei La Paillade entwickelte er sich in dieser Saison 2016/17 als Stammspieler. Bereits am 2. Spieltag (21. August 2016) erzielte er bei der 1:3-Auswärtsniederlage gegen den AS Saint-Étienne sein erstes Saisontor. Er erzielte in 35 Ligaspielen 14 Tore und bereitete drei Treffer vor und war einer der wichtigsten Spieler der Mannschaft im Abstiegskampf.
Am 5. Juli 2017 wechselte Steve Mounié für eine vereinsinterne Rekordablösesumme in Höhe von 13 Millionen Euro zum Premier-League-Aufsteiger Huddersfield Town, wo er einen Vierjahresvertrag unterzeichnete. Sein erstes Ligaspiel bestritt er am 12. August 2017 (1. Spieltag) beim 3:0-Heimsieg gegen Crystal Palace und startete seine Laufbahn auf der Insel mit zwei Treffern in dieser Partie. Trotz dieses hervorragenden Starts stellte Mounié in den nächsten Ligaspielen nicht die nötige Verstärkung für die gegen den Abstieg kämpfende Mannschaft von Cheftrainer David Wagner dar und beendete erst am 16. Spieltag mit zwei Treffern seine seit dem Debütspiel andauernde Torflaute. Er erzielte in seiner ersten Spielzeit 2017/18 in 28 Ligaspielen sieben Tore und konnte mit dem Verein erfolgreich die Klasse halten.
In der darauffolgenden Spielzeit 2018/19 konnte er in der gesamten Hinrunde keinen einzigen Torerfolg verbuchen und fand sich mit den Terriers auf dem letzten Tabellenrang wieder. Zusätzlich dazu flog er am 1. Dezember 2018 (14. Spieltag) bei der 1:2-Heimniederlage gegen Brighton & Hove Albion nach einem schweren Foulspiel gegen Brightons Yves Bissouma mit „glatt rot“ vom Platz und wurde drei Spiele gesperrt. Erst am 2. Januar 2019 (21. Spieltag) gelang ihm bei der 1:2-Heimniederlage gegen den FC Burnley sein erstes Saisontor. In der verbleibenden Spielzeit folgte jedoch nur ein weiteres und Huddersfield Town stand bereits Ende März 2019 als Absteiger fest, früher in einer Saison hatte es zuvor nur Derby County in der Saison 2007/08 erwischt.
Nachdem er zu Beginn der nächsten Saison 2019/20 nur noch Einwechselspieler gewesen und ohne Torerfolg geblieben war, gelang ihm im Dezember 2019 unter dem neuen Cheftrainer Danny Cowley der Sprung zurück in die Startelf. In der Folge gelangen ihm einige wichtige Tore für Huddersfield, die erneut im Abstiegskampf steckten. Bis zur Zwangspause aufgrund der COVID-19-Pandemie hatte er in 23 Ligaspielen acht Tore erzielt und einen weiteren Treffer vorbereitet. In sieben Ligaeinsätzen nach dem Restart gelang ihm kein Treffer mehr.
Am 9. September 2020 wechselte er zu Stade Brest und kehrte somit nach drei Jahren wieder nach Frankreich zurück. In seinem zweiten Ligaeinsatz gegen den FC Lorient am 20. September (4. Spieltag) erzielte er sein erstes Tor.
Im Juli 2024 wechselte er nach Deutschland zum FC Augsburg und unterschrieb dort einen Vertrag bis 2027.

### Nationalmannschaft
Mounié debütierte am 13. Oktober 2015 bei einer 1:2-Testspielniederlage gegen die Republik Kongo in der beninischen Nationalmannschaft. Sein erstes Länderspieltor gelang ihm am 23. März 2016 beim 2:1-Auswärtssieg gegen den Südsudan in der Qualifikation zum Afrika-Cup 2017. Am 18. Juni 2019 gelang ihm in einem freundschaftlichen Länderspiel gegen Mauretanien ein Hattrick.
Nach erfolgreicher Qualifikation nahm er mit der Auswahl am Afrika-Cup 2019 in Ägypten teil, wo er in vier Spielen zum Einsatz kam und mit der Mannschaft im Viertelfinale gegen den späteren Finalisten Senegal ausschied.